# Anna Schapiro
Anna Schapiro (geboren 1988 in Moskau) ist eine deutsche bildende Künstlerin und Publizistin zum Thema jüdische Identitäten und jüdisches Leben der Gegenwart. Sie war Gründungsmitglied des Magazins Jalta.

## Leben
Die ersten Jahre ihrer Kindheit verbrachte Anna Schapiro in Moskau. 1992 kam sie mit ihrer Familie als jüdische Kontingentflüchtlinge nach Deutschland. In Dillenburg, Hessen, ließ sich die Familie nieder. Anna Schapiro besuchte die Waldorfschule, die sie vor dem Abitur mit 18 Jahren abbrach. Nach einer Sonderbegabtenprüfung wurde sie an der Hochschule für Bildende Künste Dresden aufgenommen. Dort studierte sie ab 2009 in der Klasse von Ulrike Grossarth und im Jahr 2011 Bildhauerei an der Fakultät für Schöne Künste der Universidade do Porto in Portugal. 2013 schloss sie das Studium mit Diplom ab. Nach Studienaufenthalten zwischen 2014 und 2016 in Österreich und New York war sie bis 2017 Meisterschülerin von Grossarth  mit einem Stipendium des Ernst Ludwig Ehrlich Studienwerk. Anschließend folgte bis 2018 ein Studium am „Paideia. European Institute for Jewish Studies“ in Stockholm.
2018 wurde sie Mitglied im Kollektiv „Ministerium für Mitgefühl“  das sich als Gegenentwurf zu Horst Seehofers „Heimatministerium“ gründete. Seit März 2020 ist sie im Beirat der „KunstNothilfe“, die Geld sammelt, Auktionen und Kunstaktionen veranstaltet, um Kunstschaffende zu unterstützen, die während der COVID-19-Pandemie in existenzielle Not geraten sind.
Schapiro lebt in Berlin.

## Kunst
Schapiros Bilder mit dem Titel Zwei Tore in einer Ausstellung 2020 in der Neuen Synagoge Berlin beschrieb Gareth Joswig in der Taz als von „sattem Blau“ dominiert. „Bei der Draufsicht wirken sie wie ein aufgewirbeltes Meer“ oder auch „ein herunterfallender rissiger Vorhang“. Sie ließen „Raum für Interpretationen“. Vor allem, „wenn man weiß, dass auch der Zufall und die Schwerkraft die blauen in Wachs getauchten Papierstreifen mitgeformt haben.“

## Publizistik
Anna Schapiro war 2016 Gründungsmitglied des Magazins Jalta, zu dessen Herausgeber- und Redaktionsteam sie bis zur Einstellung der Zeitschrift 2020 gehörte. Seit 2022 ist sie Mitherausgeberin und Beiträgerin der auf die Einstellung der Zeitschrift folgenden Buchreihe. Sie tritt in Diskussionsveranstaltungen zum Thema jüdische Identitäten und jüdische Gegenwart auf.

## Ausstellungen (Auswahl)
Beteiligungen
- 2013 Vot ken you mach? Jüdische Identitäten in Europa heute. Kunsthaus Dresden[10]
  - 2015 Muzeum Współczesne Wrocław, Polen (Museum der Gegenwartskunst in Breslau)[11]
- 2014: OSTRALE – Internationale Ausstellung für zeitgenössische Künste, Dresden.[12]
- 2017/2018: Das Ereignis eines Fadens. Globale Erzählungen im Textilen. Kunsthaus Dresden.
- 2020: Family Business. Erinnern als künstlerisches Motiv. Centrum Judaicum, Berlin.[13]

Dauerhafte Installation
- 2023: Offene Geheimnisse. Leibniz-Saal der Berlin-Brandenburgischen Akademie der Wissenschaften, Berlin.[14]